# Склокин, Николай Фёдорович
Николай Фёдорович Склокин (1 января 1922 г.) — советский учёный-металлург, создатель и первый директор Института экономики чёрной металлургии ЦНИИчермет (1968—1986 гг.). Доктор экономических наук, профессор кафедры «Экономика и менеджмент» НИТУ «МИСиС». Заслуженный деятель науки и техники РСФСР.

## Биография
Родился в Москве 28 мая 1922 года. 17.10.1940 Кулебакским РВК (Горьковская область, Кулебакский район) был призван в армию, в которой прошел путь от солдата до капитана (или до старшего лейтенанта). Служил в артиллерийских частях, участвовал в войне против Японии. Дата окончания службы: 17.08.1946
В 1946 году после демобилизации поступил и в 1951 г. окончил с отличием металлургический факультет Московского инженерно-экономического института с квалификацией инженер-экономист. В 1956 г. закончил заочно аспирантуру этого же института и защитил диссертацию на соискание степени кандидата экономических наук.
Был направлен на работу в ЦНИИчермет имени И. П. Бардина в лабораторию экономических исследований на должность научного сотрудника. В 1958 г. был избран секретарем парткома ЦНИИчермет. В 1959—1961 гг. избирался секретарем Бауманского РК КПСС. Затем вернулся на работу в ЦНИИчермет на должность начальника экономической лаборатории и, позже, начальника отдела технико-экономических исследований.
В 1968 г. в связи с организацией Института экономики чёрной металлургии ЦНИИчермет был назначен директором этого института. В этой должности проработал до 1986 г.
В 1971 г. защитил докторскую диссертацию, а в 1972 г. ему присвоено ученое звание профессора по специальности «Экономика, организация и планирование чёрной металлургии».
С 1994 г. работал профессором на кафедре экономики и менеджмента МИСиС, читал лекции по ценообразованию и экономике чёрной металлургии, руководил дипломным проектированием.

## Научная и образовательная деятельность
Главная область научных интересов — экономические проблемы повышения качества и развития сортамента чёрных металлов, освещена им в отдельных монографиях. Склокиным Н. Ф. опубликовано 5 монографий по вопросам экономики чёрной металлургии и свыше 100 статей. Являлся членом диссертационных Советов в МИСиС и ЦНИИЧермете.
Работая в ЦНИИчермет, по совместительству занимался педагогической деятельностью на факультете повышения квалификации руководящих работников чёрной металлургии в МИСиС.

## Награды
За участие в ВОВ был награждён орденом «Отечественной войны», медалью «За боевые заслуги» и 10 юбилейными медалями.
Научная и образовательная деятельность Н. Ф. Склокина неоднократно отмечалась медалями. В 1966 г. был награждён орденом «Трудового Красного Знамени». Ему присвоено почетное звание «Заслуженный деятель науки и техники РСФСР», четыре раза избирался депутатом Моссовета, где возглавлял промышленную группу бюджетной комиссии.

## Семья
Сын: Склокин, Фёдор Николаевич, старший научный сотрудник МИСиС, участник высокоширотной полярной экспедиции газеты «Комсомольская правда», лауреат премии Ленинского комсомола в области науки и техники 1979 года.